# 氮化物
化学中的氮化物是一类氮的化合物，其中氮显-3价。
氮是具有最高电负性的元素之一，只有氧，氟和氯比它更高。这就意味着氮化物由一大组化合物构成。它们有广泛的性质和应用。
- 折射材料
- 润滑剂，如六方氮化硼—BN
- 切割材料，如氮化硅—Si3N4
- 绝缘体，如氮化硼—BN、氮化硅—Si3N4
- 半导体，如氮化镓—GaN
- 金属镀膜，如氮化钛—TiN
- 储氢材料，如氮化锂—Li3N

氮化物可分为离子氮化物、共价氮化物、间隙氮化物及之间的混合类型。